# Луцавсала
Лу́цавсала (латыш. Lucavsala, до 1918 — рус. Луцаусгольм, нем. Luzausholm) — один из островов на Даугаве в Риге, третий по величине после островов Кундзиньсала и Буллю.
Относится к Земгальскому предместью.
Вместе с прилегающим островом Казас-Секлис и соседней Закюсалой составляет городской микрорайон Салас.

## Описание

Памятник защитникам острова Луцавсала

Образовался путём слияния нескольких мелких островков с островом Юмправсала, после создания в XVIII веке дамб, регулировавших течение реки. Верхний слой почвы — глинистые и супесчаные отложения, глубже — аллювиальные пески.
Расположен у левого берега реки, от которого отделён протоком Биекенгравис. От соседнего острова Закюсала отделён более широким протоком Маза-Даугава (Малая Даугава).
Размеры острова: в длину — около 2 км, в ширину 0,8 км, высота до 2 м над уровнем моря.
Застроен в основном частными домами, также имеется много огородов.
Через остров проходит Островной мост.
В 1891 году на берегу острова установлен памятник защитникам острова во время Северной войны.

## Транспорт
Троллейбус
- 4: Зиепниеккалнс  — Югла-3.
- 19: Зиепниеккалнс — ул. Петерсалас.

Также через остров проходят все троллейбусы, направляющиеся в троллейбусный парк на улице Елгавас или из него.